# Pellegrino Matarazzo
Pellegrino „Rino“ Matarazzo (* 28. November 1977 in Wayne, New Jersey) ist ein US-amerikanisch-italienischer Fußballtrainer und ehemaliger -spieler. Er war zuletzt von Februar 2023 bis November 2024 Cheftrainer der TSG 1899 Hoffenheim.

## Leben und Spielerkarriere
Matarazzo wurde als Sohn italienischer Einwanderer in Wayne im US-Bundesstaat New Jersey geboren und verbrachte seine Kindheit in der Nachbarstadt Paterson. Seine Eltern stammen aus der süditalienischen Region Kampanien. Matarazzo wuchs mit drei jüngeren Brüdern in bescheidenen Verhältnissen auf; sein Vater war Automechaniker, seine Mutter Sekretärin in einer Anwaltskanzlei. Durch seinen Vater, einen großen Fan der SSC Neapel, kam er schon früh mit Fußball in Berührung. Nachdem er zuvor meist nur mit seinen Brüdern gespielt hatte, trat er im Alter von zwölf Jahren einem örtlichen Verein bei. Nach seinem Abschluss an der Highschool von Fair Lawn studierte er von 1995 bis 1999 Angewandte Mathematik an der Columbia University in New York. Während des Studiums spielte der Innenverteidiger, der auch häufig in das defensive Mittelfeld rückte, für die vom deutsch-amerikanischen Coach Dieter Ficken trainierten Columbia Lions, das Fußballteam seiner Universität in der Ivy League.
Nach dem Studium ging Matarazzo im Jahr 2000 nach Deutschland, nachdem er beim Spielen in einem Park in Paramus einem deutschen Scout aufgefallen war. Hier spielte er in der Saison 2000/01 zunächst in der Oberliga Südwest für Eintracht Bad Kreuznach. 2001 wechselte er zum SV Wehen in die drittklassige Regionalliga Süd. Zwischenzeitlich spielte Matarazzo in der Spielzeit 2003/04 in der Regionalliga Nord für Preußen Münster, bevor er zur Regionalligasaison 2004/05 zu Wehen zurückkehrte, das diese Saison auf dem dritten Platz mit einem Punkt Rückstand auf die Aufstiegsplätze beendete. In der Regionalligaspielzeit 2005/06 war er in der Nord-Staffel für die SG Wattenscheid 09 aktiv. 2006 ging Matarazzo zur zweiten Mannschaft des 1. FC Nürnberg, mit der ihm in der Saison 2007/08 in der Bayernliga die Qualifikation für die Regionalliga Süd gelang. Am 5. Spieltag der Spielzeit 2009/10 absolvierte er sein letztes Regionalligaspiel für den FCN II.

## Trainerkarriere
Matarazzo wurde 2010 Co-Trainer der zweiten Mannschaft des 1. FC Nürnberg unter Cheftrainer René Müller, unter dem er dort in den letzten drei Jahren seiner Spielerkarriere gespielt hatte. Im April 2011 übernahm Matarazzo bis zum Saisonende als Interimstrainer die zweite Mannschaft und war anschließend unter Michael Wiesinger wieder Co-Trainer des Teams. Am 11. September 2012 wurde er Cheftrainer der B1-Junioren (U17) der Nürnberger, die in der B-Junioren-Bundesliga spielten. Zum Beginn der Saison 2013/14 beförderte der FCN ihn zum Cheftrainer der A-Junioren (U19). Im Sommer 2017 wechselte er zur TSG 1899 Hoffenheim, bei der er zunächst in der Hinrunde der Spielzeit 2017/18 U17-Cheftrainer war, bevor er unter Julian Nagelsmann Co-Trainer der Bundesligamannschaft wurde.
Anfang Januar 2020 übernahm Matarazzo die Zweitligamannschaft des VfB Stuttgart als Nachfolger von Tim Walter und unterschrieb einen Vertrag mit einer Laufzeit bis zum 30. Juni 2021. Zu diesem Zeitpunkt standen die Stuttgarter nach dem 18. Spieltag der Saison 2019/20 mit 31 Punkten auf dem 3. Platz. Noch vor Ablauf der Spielzeit verlängerte der VfB den Vertrag vorzeitig um ein weiteres Jahr, das Arbeitspapier war für beide Bundesligen gültig. Unter Matarazzo spielte der VfB eine wechselhafte Restsaison, konnte aber durch zwei deutliche Siege am 32. und 33. Spieltag mit 58 Punkten hinter Arminia Bielefeld den direkten Wiederaufstieg erreichen. Am 19. Februar 2021 verlängerte der VfB seinen Vertrag um zwei weitere Jahre bis zum 30. Juni 2024. In seiner ersten Saison in der Bundesliga erreichte der VfB Stuttgart unter ihm den neunten Tabellenrang, unter anderem gewann man 5:1 bei Borussia Dortmund. In der Saison 2021/22 konnte der 15. Platz und damit erneut der Klassenerhalt in der ersten Bundesliga erreicht werden. Nachdem von den ersten neun Spielen der Saison 2022/23 kein einziges gewonnen worden war, wurde Matarazzo am 10. Oktober 2022 als VfB-Trainer entlassen.
Anfang Februar 2023 kehrte Matarazzo zur TSG 1899 Hoffenheim zurück und übernahm die Bundesligamannschaft als Nachfolger von André Breitenreiter. Diese stand nach dem 19. Spieltag nach zuletzt neun sieglosen Spielen in Folge mit 19 Punkten auf dem 14. Platz und hatte drei Punkte Vorsprung auf den Relegationsplatz sowie fünf Punkte Vorsprung auf einen direkten Abstiegsplatz. Er unterschrieb einen Vertrag bis zum 30. Juni 2025. Matarazzo startete zunächst mit fünf Niederlagen in Folge, womit die TSG auf den letzten Platz zurückfiel. Die Mannschaft konnte sich jedoch stabilisieren, sodass die Spielzeit auf dem zwölften Platz beendet wurde. In der Saison 2023/24 konnte sein Team weiterhin regelmäßig punkten und qualifizierte sich auf dem 7. Tabellenplatz für die UEFA Europa League. Nach einem Saisonstart mit nur 9 Punkten aus 10 Spielen wurde Matarazzo am 11. November 2024 von seinen Aufgaben bei Hoffenheim entbunden.

## Erfolge
- Aufstieg in die Bundesliga: 2020